# Château de Longpra
Le château de Longpra est une ancienne maison forte, du XIVe siècle profondément remaniée en 1770, qui se dresse sur la commune de Saint-Geoire-en-Valdaine dans le département de l'Isère en région Auvergne-Rhône-Alpes.
Au titre des monuments historiques, le château, ses terrasses et parterre sud, les pavillons, les douves, la cour d'honneur avec ses grilles et murs d'enceinte, les façades et toitures des communs ainsi que la grande avenue conduisant au château font l’objet d’un classement par arrêté du 25 août 1997, le parc du château fait l’objet d’une inscription partielle par arrêté du 25 août 1997.

## Situation
Le château de Longpra est situé dans le département français de l'Isère sur la commune de Saint-Geoire-en-Valdaine.

## Historique
Construit au XIIe siècle[réf. nécessaire], le château a tout au long de son histoire changé de nombreuses fois de visage, et permet de rendre compte d'une partie de l'histoire et de l'architecture dans cette région du Dauphiné.
À l'origine, la bâtisse était une maison forte comme on en trouve beaucoup dans le Dauphiné ; plus d'une trentaine, toutes construites avant 1300[réf. nécessaire]. De cette époque il subsiste les douves de 378 mètres de longueur et des vestiges de l'ancien pont-levis ; le pont actuel date du XVIIe siècle.
Au XVIIIe siècle, Pierre-Antoine de Longpra, conseiller au parlement du Dauphiné, rase l'ancienne maison forte et reconstruit selon les goûts de ce siècle, afin d'obtenir une résidence d'agrément. C'est sous cette apparence que l'on peut aujourd'hui découvrir le château de Longpra.
Depuis 1536, le château appartient à la famille Franclieu et de nos jours le comte et la comtesse Albert de Franclieu gère l'accueil et la visite du domaine,.

## Description
Sa reconstruction nous permet de voir et découvrir l'architecture dauphinoise du XVIIIe siècle et ce style de demeure nobles à façades symétrique qui naquit dans les décennies suivant la fin des guerres de religion mettant à l'honneur depuis la fin du XVIIe siècle un nouveau style qui réduit l'ornementation des façades afin de les cantonner dans des frontons.
Beaucoup d'artisans du village de Saint-Geoire travaillèrent lors de ses travaux, mais la présence la plus notable lors de cette transformation de l'ancienne maison forte est celle de la famille Hache qui signa le parquet de la demeure.

## Musée de l'outil à bois
Le musée de l'outil à bois réunit une collection d'outils de menuiserie et d'ébénisterie (gouges et de ciseaux à bois) datant des XVIIIe siècle et XIXe siècle qui ont principalement servi à la réalisation de décors intérieurs de l'édifice (mobilier, parquets, portes) par les ébénistes grenoblois Hache,.
Les visiteurs peuvent visionner un film didactique qui présente, entre autres, le fonctionnement du tour à guillocher par la démonstration d'un ancien élève de l'école Boulle.